# Hamlet Mkhitaryan (football, 1973)
Pour les articles homonymes, voir Mkhitaryan et Hamlet Mkhitaryan.
Ne pas confondre avec Hamlet Mkhitaryan (1962 - 1996), également footballeur.
Hamlet Mkhitaryan (en arménien Համլետ Մխիթարյան, en russe Гамлет Мхитарян), né le 24 novembre 1973 à Erevan en Arménie, est un footballeur international arménien.